# WVV Wageningen in het seizoen 1955/56
Het seizoen 1955/1956 was het tweede jaar in het bestaan van de Wageningense betaaldvoetbalclub Wageningen. De club kwam uit in de Eerste klasse B en eindigde daarin op de tweede plaats, dit betekende dat de club promoveerde naar de Eerste divisie.

## Wedstrijdstatistieken

### Eerste klasse B
|       | Baronie | Be Quick | Blauw-Wit | 't Gooi | Haarlem | Helmond | Heracles | Hermes DVS | Leeuwarden | LONGA | ONA   | Rheden | Zwolsche Boys |
| ----- | ------- | -------- | --------- | ------- | ------- | ------- | -------- | ---------- | ---------- | ----- | ----- | ------ | ------------- |
| Thuis | 1 – 0   | 2 – 0    | 2 – 0     | 1 – 0   | 0 – 0   | 1 – 0   | 2 – 0    | 2 – 0      | 3 – 1      | 5 – 1 | 2 – 1 | 0 – 0  | 6 – 1         |
| Uit   | 3 – 3   | 3 – 2    | 2 – 1     | 1 – 4   | 1 – 4   | 1 – 1   | 3 – 0    | 7 – 0      | 0 – 0      | 1 – 1 | 4 – 2 | 2 – 1  | 2 – 2         |

## Statistieken Wageningen 1955/1956

### Eindstand Wageningen in de Nederlandse Eerste klasse B 1955 / 1956
| Stand | Gespeeld | Gewonnen | Gelijk | Verloren | Punten | Doelpunten voor | Doelpunten tegen |
| ----- | -------- | -------- | ------ | -------- | ------ | --------------- | ---------------- |
| 2e    | 26       | 13       | 7      | 6        | 33     | 48              | 34               |

### Topscorers
| Competitie \| # \| Naam \| \| \| ---------------- \| --------------------- \| -- \| \| 1. \| Charley van de Weerd \| 15 \| \| 2. \| Jean Kroesbergen \| 12 \| \| 3. \| Jan Knevel \| 7 \| \| 4. \| Johan Oerlemans \| 5 \| \| 5. \| W. Verhaaf \| 3 \| \| 6. \| Joop van der Kolk \| 2 \| \| 7. \| Jansen \| 1 \| \| 7. \| Ton Leussink \| 1 \| \| 7. \| Van de Weerd \| 1 \| \| Eigen doelpunten \| \| \| \| – \| Elbert Baas ('t Gooi) \| 1 \| \| Totaal \| Totaal \| 48 \| |                       |      |
| # | Naam                  | Goal |
| 1. | Charley van de Weerd  | 15   |
| 2. | Jean Kroesbergen      | 12   |
| 3. | Jan Knevel            | 7    |
| 4. | Johan Oerlemans       | 5    |
| 5. | W. Verhaaf            | 3    |
| 6. | Joop van der Kolk     | 2    |
| 7. | Jansen                | 1    |
| 7. | Ton Leussink          | 1    |
| 7. | Van de Weerd          | 1    |
| Eigen doelpunten |                       |      |
| – | Elbert Baas ('t Gooi) | 1    |
| Totaal | Totaal                | 48   |